# Leire Bilbao
Leire Bilbao Barruetabeña (Ondárroa, Vizcaya, 27 de julio de 1978) es una escritora española.

## Biografía
Licenciada en Derecho Económico por la Universidad de Deusto, ha colaborado en algunos medios de comunicación, como Radio Euskadi, Deia y Berria. En su juventud estuvo vinculada al mundo del versolarismo. Como escritora su obra se desarrolla sobre todo en torno a la poesía y la literatura infantil y juvenil. A lo largo de su carrera ha sido galardonada con distintos premios. Varias de sus obras han sido traducidas al catalán, al español y al gallego.

## Biografía literaria
Comenzó de joven participando y ganando premios literarios. En 2006 empezó escribiendo libros dirigidos al público infantil y juvenil, y con la publicación de Amonak nobioa du, eta zer? (La abuela tiene novio, ¿y qué?) (editorial Elkar) comenzó su andadura en el mundo de LIJ, con una producción abundante y muy productiva. En años posteriores ha continuado publicando continuamente trabajos para niños y jóvenes. 
En la Literatura para adultos, empezó su camino literario con un libro de poemas: Ezkatak (2006), publicado por la Editorial Susa. Algunos poemas que componen el libro han sido traducidos: al inglés,  al italiano, al alemán, al catalán, y otros cuantos al gallego y castellano. Cinco años más tarde, publicó su segundo libro de poemas, Scanner (Susa, 2011), que está dirigido a lectores adultos. Algunos poemas de este segundo libro también han sido traducidos a otros idiomas, como al inglés, rumano, letón, checo, sueco, chino y gallego. Y algunos poemas de esta autora también han sido recogidos en antologías como Forked Tongues, El poder del cuerpo, Sangrantes, Escolma salvaxe o Traslúcidas. Asimismo, varios poemas de este segundo libro han sido cantados por cantantes vascos. En 2018 publica su poemario bilingüe Entre escamas y en 2020  Etxeko urak publicada en castellano como Aguas madres (ed. La Bella Varsovia 2023).

## Obras

### Literatura Infantil y Juvenil
- Amonak nobioa du, eta zer? (Elkar, 2006)
- Komunean galtzen naiz (Elkar, 2007)
- Markel Gelazikin (Elkar, 2008)
- Martin, egon geldi (Elkar, 2009)
- Teresa Cereza / Garazi Gerezi (Gero mensajero, 2009)
- Olagarro bat bainuontzian (Elkar, 2010)
- Armairu barruan ipuinak irakurtzen zituen neska (Erein, 2010)
- Oihana hirian (Elkar, 2011)
- Gaua balkoian (Mezulari, 2012)
- Euli bat dut bihotzean (Elkar, 2013)
- Gerrak ez du izenik (Pamiela, 2013)
- Doministripu jauna (Elkar, 2014)
- Itsasoa edan dut (Ibaizabal, 2014)
- Errotondan bueltaka (Elkar, 2015)
- Pikondoaren balada (Elkar, 2017)
- Leiho bat eta leiho bi  (Zubia-Santillana, 2018)
- Pico Chico (Tramuntana, 2019) / Bec Xic (Tramuntana, 2019) Mokotxiki (Pamiela, 2017)
- Bichopoemas y otras bestias / Bechopoemas e outras bestas / Bitxopoemes i altres bèsties (Kalandraka, 2019), Xomorropoemak ( Pamiela, 2016)
- Bestiapoemas y otros bichos  / Poemas bestas e outros bechos/  Bèsties, poemes i altres bitxos  (Kalandraka, 2021) Piztipoemak ( Pamiela, 2016)
- Barruko hotsak eta beste soinu txiki batzuk (Pamiela, 2021), Onomatopoemas (Kalandraka, 2024)
- Ez gara jaitsiko (Katxiporreta, 2022)
- Zerua lapurtu dute (Katxiporreta, 2024)
- Klera (Elkar, 2024)

### Poesía
- Ezkatak (Susa, 2006)
- Scanner (Susa, 2011)
- Entre escamas (Marisma, 2018)
- Etxeko urak (Susa, 2020) Aguas Madres (La Bella Varsovia, 2023)

### Traducciones
- Nijole Miliauskaite (Munduko poesia kaierak, 2016)

### Antologías
Fue seleccionada entre los ocho poetas en lengua vasca recogidos en Las aguas tranquilas (Renacimiento, 2018). La propia autora cotradujo su obra al español, junto al antólogo Aitor Francos.

## Premios
- 2013: Premio Etxepare, con el libro Gerrak ez du izenik (Pamiela, 2013)
- 2017: Premio Lizardi, con el libro Pikondoaren balada (Elkar, 2017)
- 2017: Premio Euskadi Literatura Infantil y  Juvenil en euskera, con el libro Xomorropoemak eta beste piztia batzuk. (Pamiela, 2016)
- 2019: Premio Kirico 2019, con el libro Bichopoemas y otras bestias. (Kalandraka, 2019)
- 2021: Premio Lauaxeta 2021, con el libro Etxeko urak (Susa, 2020)
- 2022: Premio Euskadi Literatura Infantil y  Juvenil en euskera, con el libro Barruko hotsak. (Pamiela, 2021)
- 2022: Premio Rosalía de Castro, PEN Club Galicia.